# Louisiana Red
Louisiana Red (Bessemer, 1932. március 23. – Hannover, 2012. február 25.) amerikai bluesgitáros, harmonikás, énekes.

## Pályakép
Louisiana Red kiváló gitáros, szájharmonikás és énekes volt. Korán elveszítette szüleit: édesanyja tüdőgyulladásban halt meg egy héttel a születése után, apját pedig meglincselte a Klu Klux Klan, amikor ötéves volt.
Red 1949-ben készültek első felvételei a Chess Recordsnál. Aztán belépett a hadseregbe. Utána közel két évig játszott John Lee Hookerrel Detroitban. Az 1950-es -70-es években a Chess, Checker, Atlas, Glover, Roulette, L&R és Tomato adta ki lemezeit.
Red 1981-ben Hannoverbe (Németország) költözött. A következő évtizedekben sűrün jelentek meg lemezei. 2012-ben halt meg Németországban − a pajzsmirigy egyensúlyhiánya agyvérzést okozott. 79 éves volt.

## Albumok
- Lowdown Back Porch Blues (1963)
- Seventh Son (1963, Carnival)
- Shouts the Blues (1970)
- Louisiana Red Sings the Blues (1972)
- Sweet Blood Call (1975)
- Dead Stray Dog (1976)
- New York Blues (1979)
- Reality Blues (1980)
- High Voltage Blues, with Sugar Blue (1980, Black Panther)
- Midnight Rambler (1982)
- Blues for Ida B (1982)
- Boy from Black Bayou (1983)
- Blues from the Heart (1983)
- Anti Nuclear Blues (1983)
- Bluesman (1984)
- Back to the Road Again (1984)
- My Life, with Carey Bell (1984)
- World on Fire (1985, MMG)
- Brothers in Blues (1985)
- Back to the Roots (1987)
- Last Mohican of the Blues (1992)
- Ashland Avenue Blues (1992)
- Always Played the Blues (1994)
- Louisiana Red (1994, Forum)
- Blues Meets Rembetika (1994)
- Sittin' Here Wonderin' (1995)
- Sugar Hips (1995)
- Rising Sun Collection (1996)
- I Hear the Train Coming (1997)
- Over My Head (1997)
- Walked All Night Long (1976)
- Rip Off Blues (1998)
- Winter & Summer Sessions (1998)
- Driftin' (1999, Earwig Music)
- Millennium Blues (1999)
- Sings Deep Blues (2001)
- A Different Shade of Red (2002)
- No Turn on Red (2005)
- Hot Sauce (2005)
- Back to the Black Bayou, with Kim Wilson and Little Victor (2008)
- You Got to Move (2009)
- Memphis Mojo, with Little Victor (2011)
- When My Mama Was Living (2012, recorded 1975)

### Live
- Live & Well (1976, Ornament)
- King Bee, with Sugar Blue (1978, Orchid)
- Red, Funk and Blue, with Sugar Blue (1978, Black Panther)
- Live in Montreux (2000, Labor)
- Live at 55, with Carey Bell (1994, Enja)
- Bad Case of the Blues, with Carey Bell (2004, Mojo Tone)
- Live at Painted Sky (2008, Paul Productions)
- Red Funk 'n Blue: The Complete 1978 Recordings [with Sugar Blue] (2021, JSP Records)

## Díjak
- W. C. Handy Award for Best Traditional Blues Male Artist, 1983
- Lifetime Achievement Award, Blues Trust Productions, 2006
- Grand Prix du Disque (Blues) for Back to the Black Bayou, 2009
- German Record Critics Award (2nd quarter) for Best New Release (Blues), 2009
- Bluesnews Poll for Back to the Black Bayou, 2009
- Blues Music Award for Acoustic Album of the Year (You Got to Move), 2010